# Fachamt 7: Boxen
Das Fachamt 7: Boxen des Nationalsozialistischen Reichsbundes für Leibesübungen war der Dachverband für das deutsche Boxen während der Zeit des Nationalsozialismus. Heutiger Nachfolger ist der Deutsche Boxsport-Verband.
Im Zuge der „Gleichschaltung“ der gesellschaftlichen Organisationen wurden ab Mitte 1933 auch die Sportverbände durch die Nationalsozialisten neu organisiert. Die überwiegende Mehrzahl der bestehenden Organisationen wurde zur Selbstauflösung gedrängt, bereits im Mai 1933 löste sich mit dem Deutschen Reichsausschuß für Leibesübungen (DRA) die bisherige Dachorganisation des deutschen Sports auf. 